# صندوق أراضي إسرائيل

## صندوق أراضي إسرائيل
صندوق أراضي إسرائيل ILF، هي منظمة يهودية إسرائيلية تعمل على شراء الأراضي التي تمتلكها العائلات الفلسطينية في إسرائيل، فضلا عن تنظيم الأنشطة التوعية للجمهور اليهودي في إسرائيل حول العلاقة بين الشعب اليهودي وأرض إسرائيل.

## التاريخ

### تأسيس المنظمة
تأسس الصندوق عام 2008 على يد آريه كينج. تعمل المنظمة على شراء الأراضي والعقارات من العرب أو اليهود الذين يهمّون ببيعها للعرب. تنشط المنظمة في مناطق القدس الشرقية، الجليل، والنقب. تقدم المنظمة فرص شراء للأراضي الزراعية أو المنازل في المدن المختلطة، مع تقديم دعم كامل للمشترين، بما في ذلك الإستشارات القانونية والعقارية.
تزعم بعض التقارير الصحفية المختلفة في إسرائيل بأن المنظمة، بين عامي 2008 و2009، قد أرجعت ممتلكات يهودية لأصحابها بعد استيلاء آخرين لعقود. نشطت المنظمة خلال تلك الفترة في بيت صفافا، بوابة شوشان، جبل الزيتون، وقرية الشيخ جراح وغيرها. وفقا لكينج، أُنشأت المنظمة ردا على التحول الذي حدث في سياسة الصندوق القومي اليهودي (קק״ל) ودعمه -أي الصندوق القومي- لإنشاء مدينة الروابي الفلسطينية.

## التنظيمات والخطط المستقبلية
نظمت المنظمة عدة إحتجاجات على أراضٍ تزعم أن ملكيتها تعود إلى اليهود في منطقتي قلنديا وعناتا، كما عقدت منظمته مجمعا للحاخامات الداعين إلى عدم بيع أو تأجير الممتلكات اليهودية العرب في إسرائيل.
أشار آريه كينج في مارس 2010 إلى وجود أراض خاضعة لملكية اليهود في مدينة القدس وأحوازها، إما للخواص، وإما للصندوق القومي والدولة. يمكن لهذه الأراضي بعد ترخيصها للبناء، تلبية احتياجات الإسكان لليهود في القدس لعقود مستقبلية. وبحسبه، يمكن بناء نحو 200 ألف وحدة سكنية على هذه الأراضي، التي تمتد من مستوطنة جفعات زئيف إلى القدس، بالقرب من مستوطنة عطروت، في مناطق الضفة (مخطط إي 1)، وفي منطقة مستوطنة جوش عتصيون.
بدأت المنظمة في عام 2010، في دعم التصعيد فيما يتعلق بقضية آداء اليهود للصلوات التلمودية حول بوابات المسجد الأقصى والبلدة القديمة.
ساعد صندوق أراضي إسرائيل في عام 2017 على إجبار عائلة شماسنة على مغادرة منزلها في الشيخ جراح، أين عاشت منذ عام 1972م، بناءً على قرار من المحكمة العليا الإسرائيلية.

## وصلات خارجية
- الموقع الرسمي لصندوق أراضي إسرائيل.
- يوبال هيمان، الأسد الزاحف: أريه كينج وحربه من أجل إعادة الأراضي"، على موقع NRG، 20 مايو 2009.
- استعادة الأراضي 2008 - معاريف.
- صندوق أراضي إسرائيل - القناة السابعة.
- http://www.jpost.com/Israel/Article.aspx?id=174541
- "صندوق الأراضي الإسرائيلية"، على موقع "جايدستار إسرائيل".